# Super Bowl XII
Super Bowl XII var den 12:e upplagan av Super Bowl sedan starten 1967. Matchen spelades mellan AFC-mästarna Dallas Cowboys och NFC-mästarna Denver Broncos, och Cowboys besegrade Broncos med 27-10. Matchen spelades i Louisiana Superdome, och det här var första Super Bowl att spelas inomhus i en kupolarena. För första, och enda, gången utsågs två spelare till MVP: defensiva linjemännen Randy White (tackle) och Harvey Martin (end) delade utmärkelsen. Det var även första gången utmärkelsen gavs till spelare på defensiva linjen.